# Dubel (film)
Dubel (ang.: Double Take) – belgijsko-holendersko-niemiecki film dokumentalny z 2009 roku w reżyserii Johana Grimonpreza. Scenariusz do filmu powstał na podstawie noweli Toma McCarthy’ego, która była zainspirowana esejem Jorge Luisa Borgesa.

## Obsada
- Ron Burrage(inne języki)
- Mark Perry
- Delfine Bafort(inne języki)